# 葛木水分神社
葛木水分神社（かつらぎみくまりじんじゃ、葛城水分神社）は、奈良県御所市関屋にある神社。式内社（名神大社）で、旧社格は村社。

## 祭神
祭神は次の2柱。
- 天水分神（あまのみくまりのかみ/あめのみくまりのかみ）
- 国水分神（くにのみくまりのかみ）

『延喜式』神名帳での祭神は1座。「水分」は「水配」の意で、祭神は金剛山・葛城山の灌漑用水を司る神（水分神）になる。『延喜式』祈年祭祝詞では、吉野水分神社・宇太水分神社・都祁水分神社とともに大和国の水分四社の1つとして数えられているが、特に当社のみは名神大社に列している。山城国に水分神社は見えず、水分四社は大和の主要な水系に位置することから、平安京遷都以前の時代に朝廷の政治的意図によって配されたと考えられている。
なお葛城・金剛山系の反対側には、河内国の水分神として建水分神社（大阪府南河内郡千早赤阪村）が鎮座する。

## 歴史

### 概史
創建は不詳。
国史では、承和7年（840年）に「水分神」の神階が無位から従五位下に昇叙された旨の記載がある。また天安3年（859年）1月には「葛木水分神」の神階が従五位下から正五位下に昇叙された旨のほか、同年（貞観元年）9月に葛木水分神ほか諸神に対して風雨祈願の奉幣の遣使があったと見える。
延長5年（927年）成立の『延喜式』神名帳では大和国葛上郡に「葛木水分神社 名神大 月次新嘗」として、名神大社に列するとともに朝廷の月次祭・新嘗祭に際しては幣帛に預かった旨が記載されている。『延喜式』では祈年祭条・祈雨祭条においても当社の記載があり、祈年祭では官幣に加え馬1匹を加える旨が定められているが、名神祭条に記載はない。また『延喜式』祈年祭祝詞等では、上述の水分四社の1つとして記載されている。
その後の変遷は不詳。江戸時代の元禄年間（1688年-1704年）には大和国・河内国間で境水論争があり、元禄15年5月銘の石灯籠は勝訴祈念で奉納されたものと伝えるほか、現在の例祭日は勝訴決裁日（元禄15年12月20日）に因んだものと推測される。
明治維新後、近代社格制度では村社に列している。

### 神階
- 承和7年（840年）10月7日、無位から従五位下 （『続日本後紀』） - 表記は「水分神」。
- 天安3年（859年）1月27日、従五位下から正五位下 （『日本三代実録』） - 表記は「葛木水分神」。

## 境内

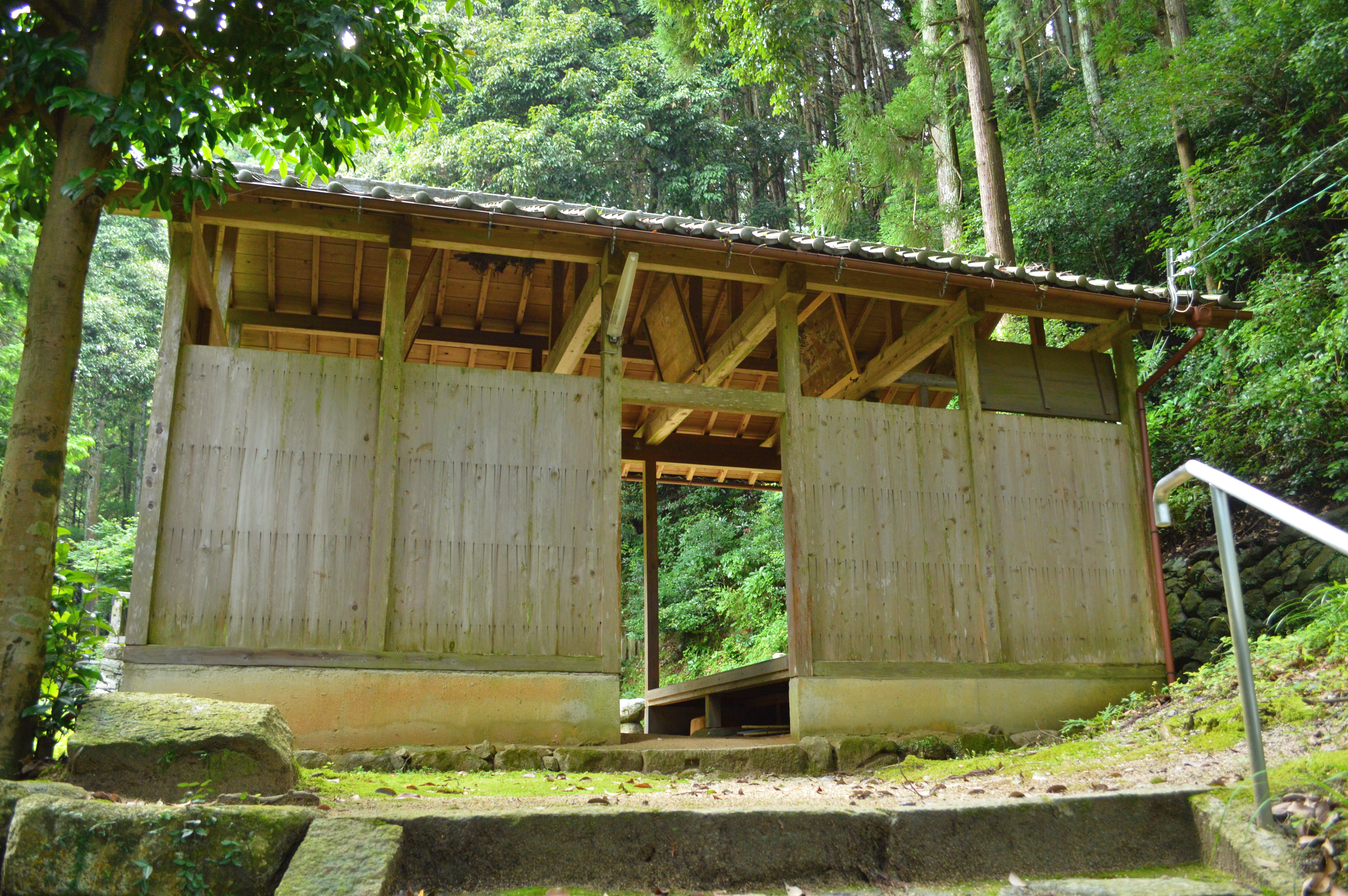
拝殿
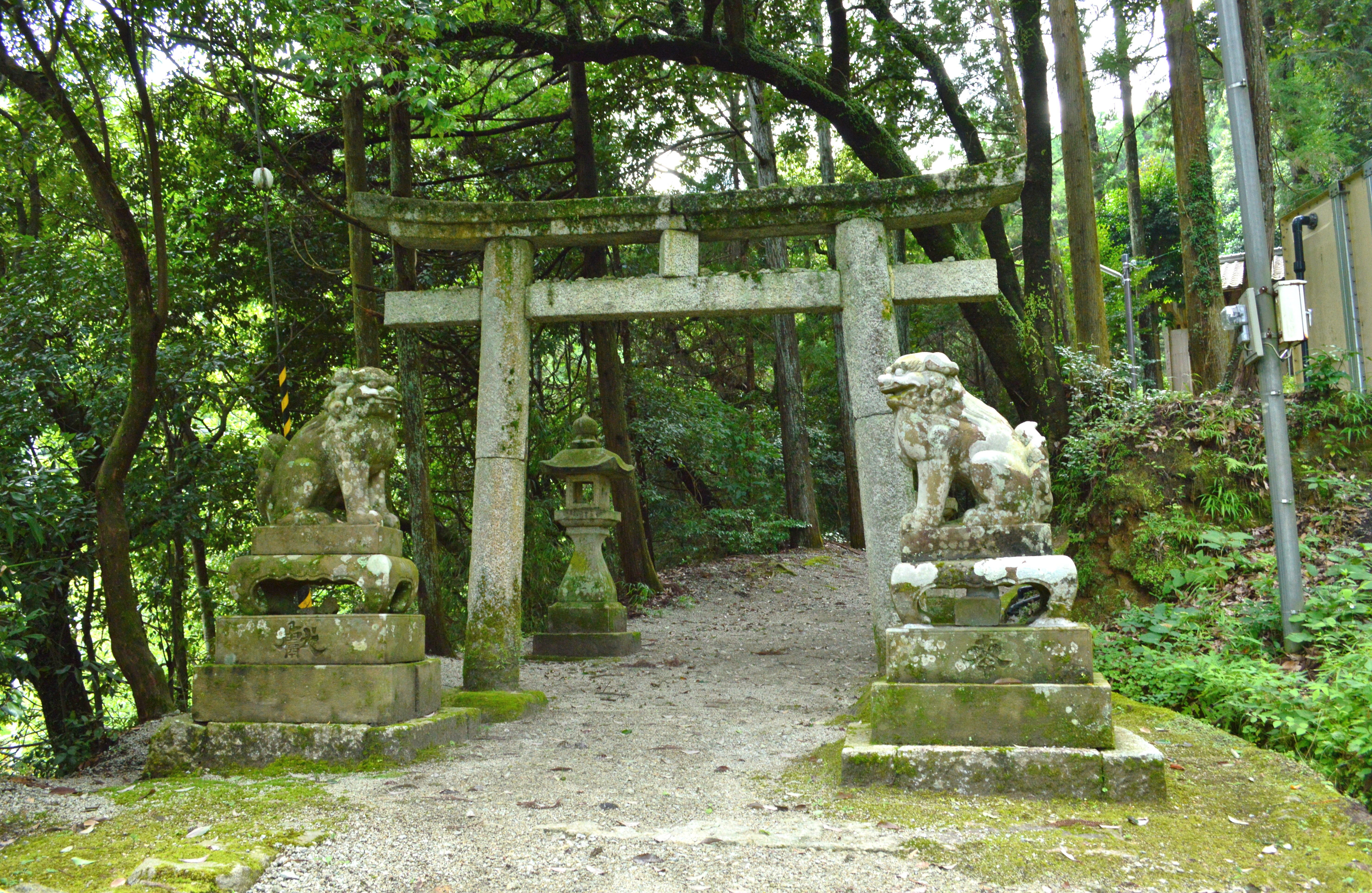
鳥居